# Diceros bicornis occidentalis
Rhinocéros noir occidental
Sous-espèce
Diceros bicornis occidentalis, le Rhinocéros noir occidental, est une sous-espèce du Rhinocéros noir, vivant dans le Sud-Ouest de l'Afrique (Nord de la Namibie et Sud de l'Angola, introduit en Afrique du Sud). Il est actuellement répertorié comme quasi menacé par l'UICN. La plus grande menace pour cette sous-espèce est le braconnage.

## Description
Le rhinocéros noir du sud-ouest, comme toutes les sous-espèces de rhinocéros noirs, possède une lèvre préhensile distincte et est un navigateur. Son apparence est similaire à celle des autres sous-espèces, la différence la plus importante étant une tête relativement large derrière les yeux et des caractéristiques mineures de la dentition. D'autres caractères souvent mentionnés, comme la taille du corps ou la rectitude et la taille des cornes, sont sujets à des variations individuelles. Ils sont également les plus adaptés aux habitats arides et peuvent être trouvés dans les climats de savane aride et désertique.

## Population et menaces
Historiquement, cette sous-espèce vivait autrefois en Angola et en Namibie, mais son aire de répartition actuelle a diminué. Le fief de l’espèce se trouve principalement en Namibie. Un à quatre spécimens ont été signalés en Angola et d'autres ont été introduits en Afrique du Sud. Sa population totale est en augmentation et s’élevait à 1 920 animaux en 2010, dont 55,8 % d'adultes. Au 1er janvier 2025, la population était de 2 188 individus. Le braconnage dû à l'augmentation des prix de la corne est considéré comme la principale menace pour leur population. Ils se reproduisent avec succès avec le rhinocéros noir du centre-sud.

## Statut UICN
L'UICN considère que les populations vivantes de rhinocéros noirs du nord de la Namibie appartiennent à la sous-espèce D. bicornis bicornis et ne reconnaît pas de D. b. occidentalis. Cette synonymie, basée sur du Toit (1987), a cependant été jugée erronée par Groves et Grubb (2011), et D. b. occidentalis a été rétablie en tant que sous-espèce valide. Comme toutes les populations de rhinocéros noirs les plus méridionales ont été exterminées au milieu du XIXe siècle, D. b. bicornis est complètement éteint aujourd'hui.

## Systématique
Le nom valide complet (avec auteur) de ce taxon est Diceros bicornis occidentalis Zukowsky, 1922.
Cette sous-espèce est souvent confondue avec les sous-espèces Diceros bicornis bicornis et Diceros bicornis minor. Cependant, les populations des zones arides du nord de la Namibie et du Sud-Ouest de l'Angola représentent une sous-espèce distincte. 
Le spécimen holotype, un mâle, avait environ 16 mois lorsqu'il fut capturé vivant par un certain M. Müller en 1914 près de la rivière Kunene (Kaokoveld, région frontalière entre la Namibie et l'Angola), et expédié au Tierpark Hagenbeck, le zoo de Hambourg, en Allemagne. Après sa mort le 15 octobre 1916, sa peau et son squelette furent conservés au Zoologisches Museum de Hambourg (spécimen no 40056) et décrits comme appartenant à une nouvelle espèce, Opsiceros occidentalis, par L. Zukowsky en 1922. Opsiceros est un synonyme invalide pour le genre Diceros.
Diceros bicornis occidentalis a pour synonyme :
- Opsiceros occidentalis Zukowsky, 1922

Ce taxon porte en français les noms vernaculaires ou normalisés suivants : Rhinocéros noir occidental